# Famille Benda
 (juillet 2024).

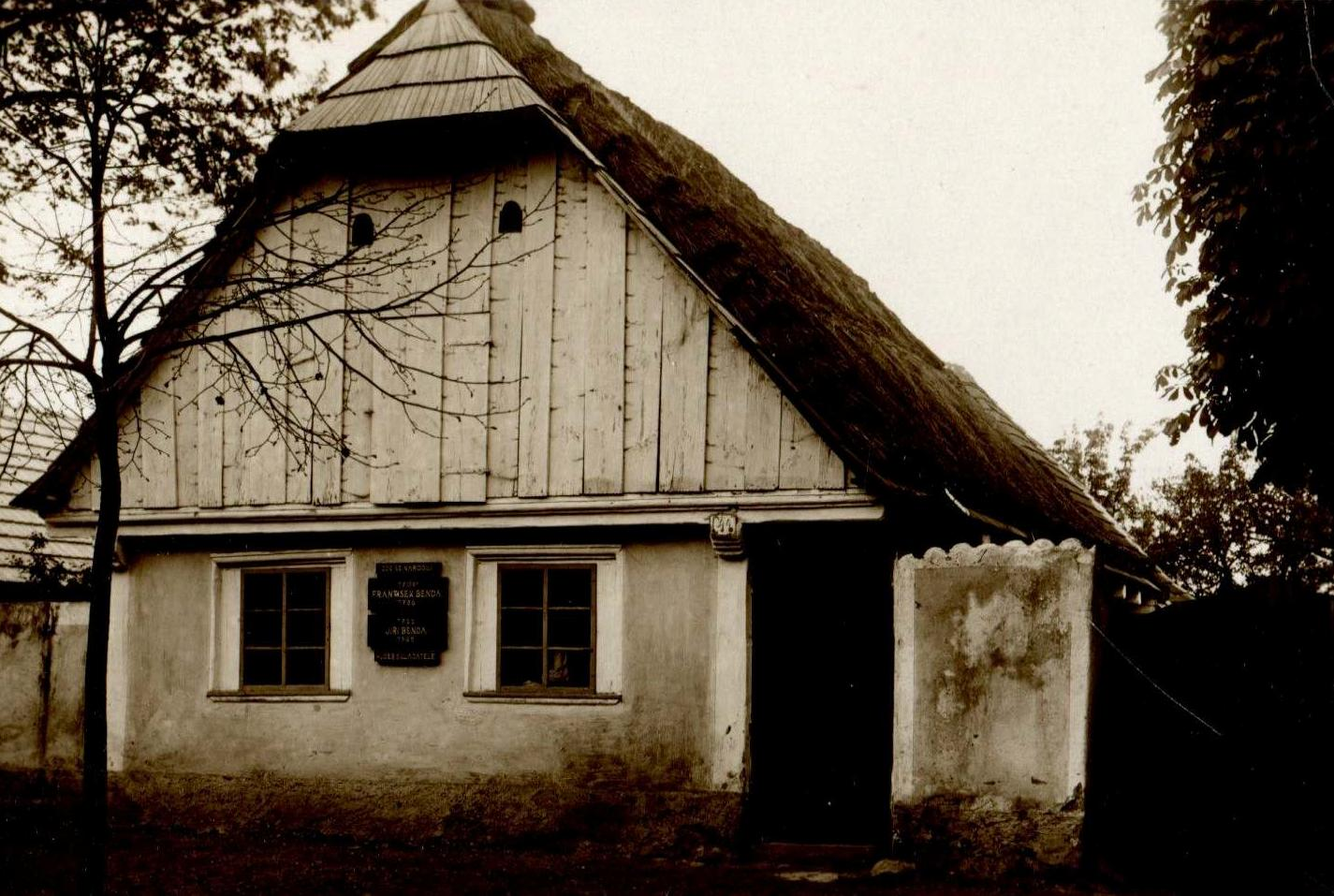
Maison de naissance de la famille Benda.

La famille Benda est une famille de musiciens originaire du royaume de Bohême, aujourd'hui en Tchéquie.

Cette famille a donné sur plusieurs générations des compositeurs connus, ainsi que des instrumentistes.

## Liens de filiation entre les personnalités
- Hans Georg Benda (1686–1757), marié avec Dorotea Brixi, dont :
  - Franz Benda (1709–1786), père de :
    - Wilhelmine Louise Dorothea Benda (1741–1798), mariée avec le pharmacien et chimiste Wilhelm Heinrich Sebastian Bucholz (en)
    - Marie Carolina Benda (1742–1820), mariée avec Ernst Wilhelm Wolf
    - Friedrich Wilhelm Heinrich Benda (1745–1814)
    - Karl Hermann Heinrich Benda (1748–1836), père de :
      - August Wilhelm Heinrich Ferdinand von Benda (1779–1861)
        - Karl Friedrich Wilhelm Robert von Benda (de) (1816–1899)
          - Hans Robert Heinrich von Benda (1856–1919)
            - Hans von Benda (1888–1972)

    - Juliane Benda (1752–1783), mariée avec Johann Friedrich Reichardt, dont :
      - Luise Reichardt

  - Johann Georg Benda (1713–1752)
  - Viktor(in) Benda (1719–1762)
  - Georg Anton Benda (1722–1795), alias "Jiří Antonín Benda"
    - Friedrich Ludwig Benda (de) (1752–1792), violoniste et compositeur, mariée avec la chanteuse Felicitas Agnesia Ritz (de)
    - Heinrich Benda (de) (* 1754–1795/1806), violoniste

  - Joseph Benda (1724–1804)
    - Ernst Friedrich Benda (1749–1785)
    - Carl Friedrich Franz Benda (1754–1816)

  - Anna Franziska Benda (1728–1781), mariée avec Dismas Hataš

Non relié : Felix Benda (1708–1768)

## Pour approfondir